# Camptotypus divisus
Camptotypus divisus là một loài tò vò trong họ Ichneumonidae.